# بين كونروي
بين كونروي (بالإنجليزية: Ben Conroy)‏ هو لاعب كرة قاعدة أمريكي، ولد في 14 مارس 1871 في فيلادلفيا في الولايات المتحدة، وقد توفي بنفس المكان في 25 نوفمبر 1937.

## وصلات خارجية
- بين كونروي على موقعبيزبول رفرنس.كوم (الدوري الرئيسي) (الإنجليزية)
- بين كونروي على موقعبيزبول رفرنس.كوم (الدوري الثانوي) (الإنجليزية)